# Werpe
Werpe ist ein Ortsteil der Stadt Schmallenberg in Nordrhein-Westfalen.

## Geografie

### Lage
Das Dorf liegt rund zwei Kilometer westlich von Schmallenberg und rund 500 m südlich vom Flugplatz Schmallenberg-Rennefeld. Durch den Ort führt die Landesstraße 737 und fließt der Bach Wehrsiepen.

### Nachbarorte
Angrenzende Orte sind Harbecke, Felbecke, Wormbach, Schmallenberg und Fleckenberg.

## Geschichte

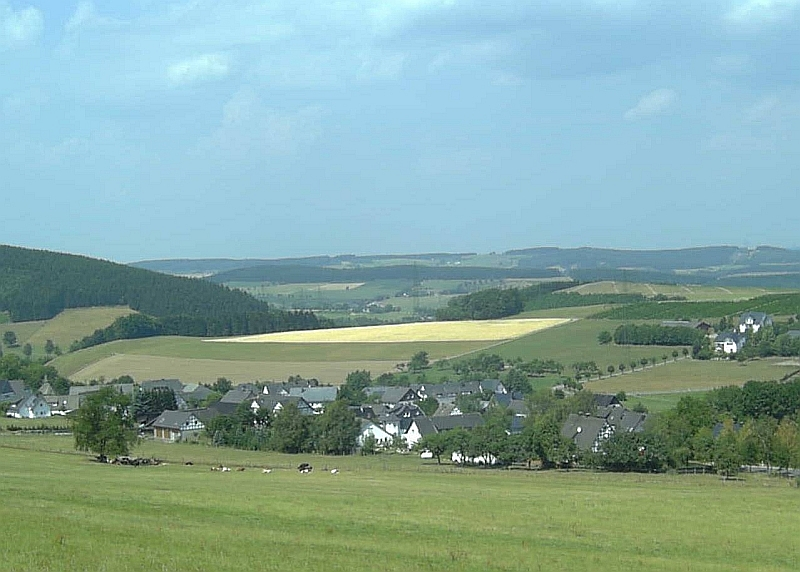
Fernansicht

Werpe (damals noch Werdepe) wurde erstmals 1221 in einer Urkunde gewähnt. Der Ortsname (Wirpe, Wirdipe) ändert sich bis zum 17. Jahrhundert noch einige Male.
Für Wirdepe wird im Jahre 1313 eine kleine Burg der Arnsberger Grafen erwähnt. Der Name der wachszinsigen Familie Wächter im Jahre 1221 weist auf ein Burgwächteramt hin. Noch 1330 bestand das feste Haus der Arnsberger Grafen zu Werpe, das Ritter Heinrich zu Wenne zugleich mit dem festen Hause zu Yflepe (Kirchilpe) von ihnen zu Lehnen hatte. Im Jahre 1515 bezahlt ein Hans Wächter für seine Ländereien vier Schilling Jahresrente an das Kloster Grafschaft. Die Edelherren von Grafschaft hatten als Schirmvögte 1444 den ihnen zustehenden Werper Zehnten an das Kloster verkauft.
Die zuständige weltliche Gerichtsbarkeit für den Ort wurde von den Edelherren von Bilstein ausgeübt. Nachdem 1363 der Edelherr Johann II. von Bilstein ohne Erben verstarb, wird die Herrschaft Bilstein als „erledigtes Mannlehen“ vom Grafen Engelbert III. von der Mark eingezogen.
Graf Gottfried IV. von Arnsberg verkaufte 1368 die ganze Grafschaft Arnsberg an die cölnische Kirche und seitdem gehören die Kölner Gebiete im Sauerland, mit Ausnahme der Herrschaft Bilstein, zum Herzogtum Westfalen.
Im Jahr 1444 gelang es Erzbischof Dietrich von Moers, nach viermonatiger Belagerungszeit, mit Unterstützung der Städte Attendorn, Olpe und Drolshagen die Fredeburg und 1445 Burg Bilstein, einzunehmen und es dem Herzogtum Westfalen einzugliedern. Während dieser Zeit verlief die Grenze zwischen dem märkischen Bilstein und dem kurkölnischen Herzogtum Westfalen, kommend vom alten Schlagbaum in der Gleie, über den Auergang der Wasserwaage nach über den Hohenhagen obig dem Dahl, all der Wasserwaage nach den Berg herunter bis an Lutters Kamp zu Marpe (Werpe) demnächst die Delle daselbst herauf bis an den Weißen Stein, dann der Landstraße (Heidenstraße) nach bis an die Schanze auf dem Wormbacher Berg. Noch heute zeugt der Bach Wehrsiepen von dieser befestigten Landwehr entlang der Heidenstraße.
Nachdem das Amt Bilstein ab 1445 wieder zum Herzogtum Westfalen gehörte, wurde die befestigte märkische Landesgrenze aufgegeben und verblieb lediglich bis zum Jahre 1816 als Gerichtsgrenze.
Frühe Anhaltspunkte über die Größe des Ortes ergeben sich aus einem Schatzungsregister (diente der Erhebung von Steuern) für das Jahr 1543. Demnach gab es in „Wirppe“ 10 Schatzungspflichtige; die Zahl dürfte mit den damals vorhandenen Höfen bzw. Häusern übereingestimmt haben. 1645 wurde Werpe auf der Karte Westphalia Ducatus kartografisch erfasst.
Bis zu kommunalen Neugliederung in Nordrhein-Westfalen gehörte Werpe zur Gemeinde Wormbach. Seit dem 1. Januar 1975 ist Werpe ein Ortsteil der Stadt Schmallenberg. Im Jahr 2002 erhalten die Straßen in Werpe eigene Straßennamen.

### Rekonstruktion des Ortes Werpe

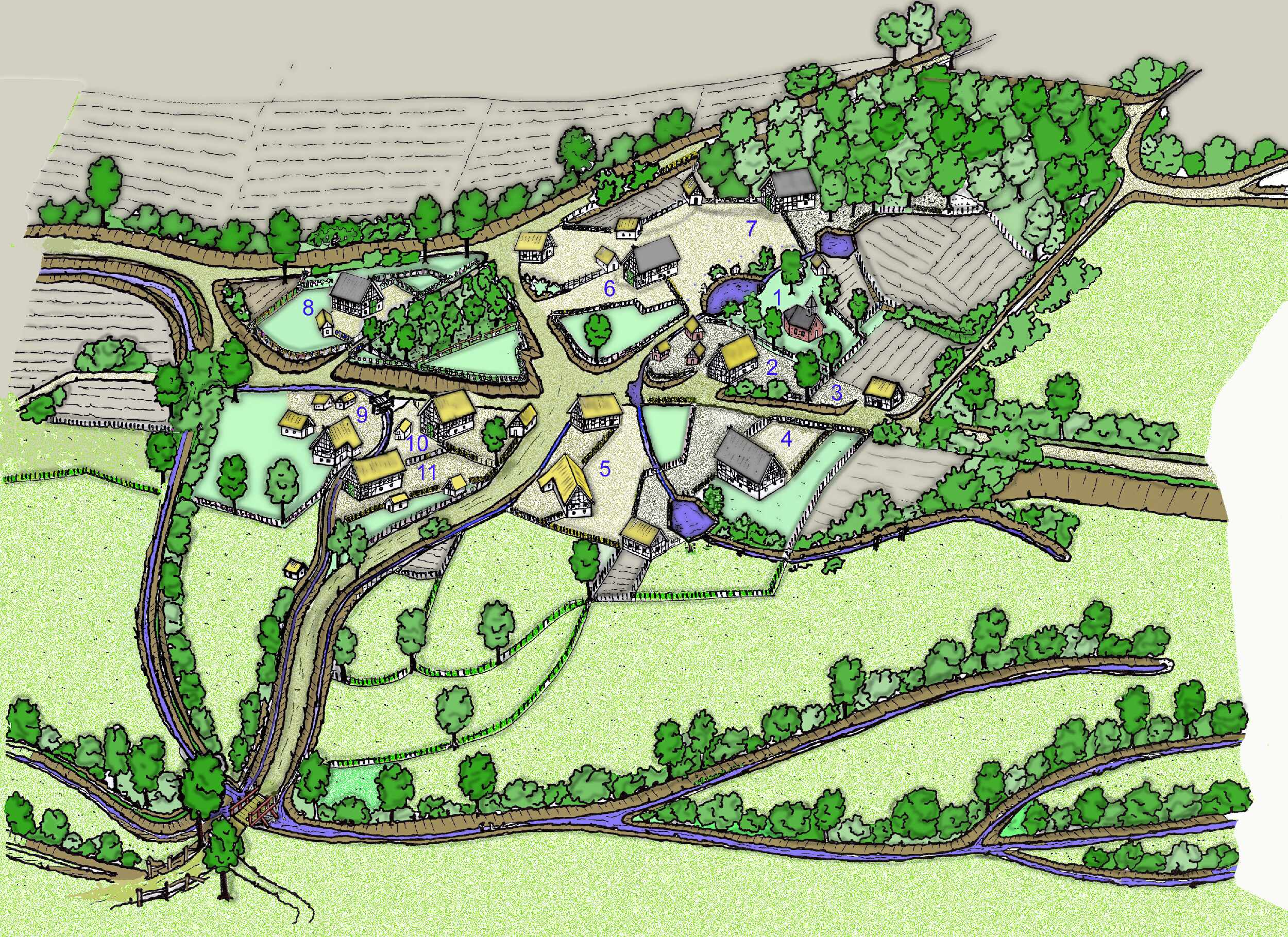
Rekonstruktion des Ortes Werpe nach dem Urkataster: 1 = Kapelle, 2 = Hof Tigges, 3 = Haus Stilper, 4 = Hof Schulte gen. Lutter, 5 = Grashof Duwe, 6 = Grashof Dierkes, 7 = Hof Geueke gen. Schulte, 8 = Heite gen. Hinderkes, 9 = Hof Schmidt gen. Schmies, 10 = Deitenberg, 11 = Hof Schulte-Wächter

Durch das Zusammentragen der jeweiligen Einzelinformationen aus den topographischen Karten, Katasterkarten, Luftbilder etc. lässt sich der Ort, wie er vor 1840 einmal ausgesehen haben mag, rekonstruieren.
Durch das Übertragen der Böschungen und Hohlwege aus den topographischen Karten in den Urhandriss, das Eintragen der unterschiedlichen Nutzungen der Grundstücke in Hofraum, Wiesen- und Ackerflächen, Wald oder Hude, Einarbeiten der Höhenlinien des heutigen Geländes und den Vergleich der verschiedenen Übersichtskarten im Zeitraum von 1840 bis heute lässt sich ein Gesamtbild erstellen.
Man kann weiterhin davon ausgehen, dass sich der Ort vom Mittelalter bis 1840 nicht wesentlich in seiner Anordnung verändert hat. Der Ort bestand nach einem Schatzungsregister von 1635 nur aus 9 Schatzungspflichtigen, gegen 1840 waren es 11 Hofstellen.
Zweifelsohne sind im Laufe der Zeit einige Höfe im Ort abgebrannt oder wurden wegen Baufälligkeit abgerissen. Meistens wurden sie, wie in anderen Orten, auf gleicher Stelle oder neben der alten Hofstelle wieder errichtet. Hierbei wurde das wiederverwertbare Baumaterial des alten Gebäudes nach Möglichkeit wiederverwendet, da es sehr mühsam war, neues Material wie Balken und Steine zu beschaffen.
Für Werpe sind wir nicht auf Beschreibungen in Dokumenten angewiesen, sondern wir sind in der Lage, den Ort für die Zeit ab etwa 1840 nach dem Erstellen des Urkatasters zu rekonstruieren.
Mit der Vereinigung der Ämter Bilstein und Fredeburg mit dem Herzogtum Westfalen nach dem Jahre 1244 verlor auch die Landwehr zwischen den beiden Ämtern ihre Bestimmung. Sie wurde in den Jahrhunderten danach immer wieder zur Landgewinnung eingeebnet oder zu Verbindungswegen oder Schleppwegen umfunktioniert.
Eine solche Trasse konnte man mit wenigen Mitteln einplaniern.
Die aufstehenden Hecken waren oft überaltert und dadurch konnte das verknorpelte Holz der Hecken nicht mehr als Bauholz verwendet werden. Es verblieb nur noch die Nutzung als Brennholz oder zur Holzkohlegewinnung. Daher findet man in der Nähe der alten Landwehren vermehrt ehemalige Meilerplätze.
Durch diese systematische Nutzung waren die Trassen der Landwehren baumfrei und für die Nutzung als Weg gerade wie geschaffen, und sie boten sich geradezu dafür an.
Nur in abgelegenen Waldstücken oder wie in Werpe im feuchten Wiesengelände beließ man sie noch bis in die Neuzeit. Mit dem Einsatz von schweren Maschinen war es nun wieder eine Gelegenheit, mit bescheidenen Mitteln das Wiesengelände am Wehrsiepen durch Dränagen trockenzulegen und einzuebnen.
In den Luftbildkarten von 1938 sind die Spuren der Beseitigung für den westlichen Teil Richtung Felbecke noch zu erkennen. In der topographischen Karte des Jahres 1953 sind zwar noch die verlorenen Bacharme zu erkennen, diese sind jedoch 1963 schon nicht mehr eingezeichnet.

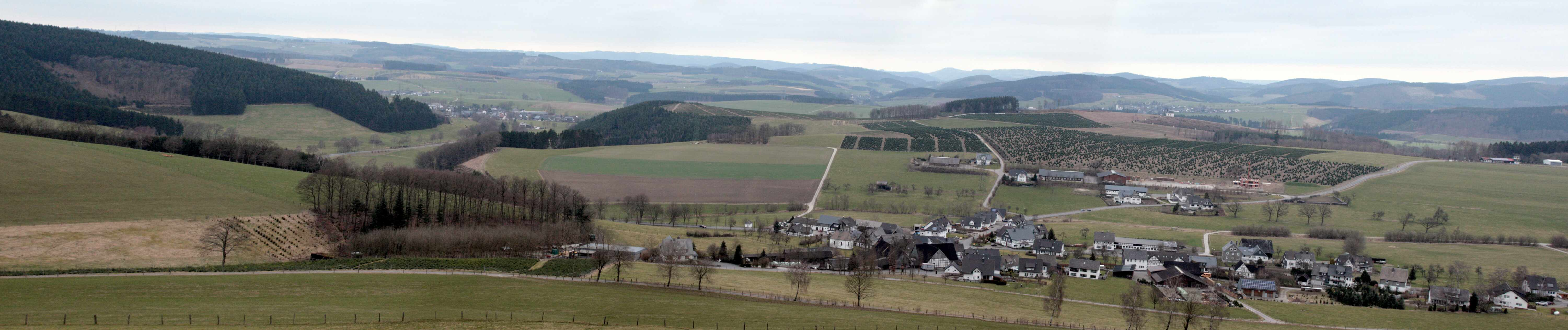
Panorama über Werpe ins Haverland, über den Höhenzug verläuft die Heidenstraße

Auszug aus dem Protokoll von 1614 aus dem Pfarrarchiv Lenne (im Hause Schulte-Schmies zu Saalhausen)

„Verzeichnis der „Erbgueter der Kirchen zu Lenne“:

Der Wechter zu Werpe hat von der Kirchen zu Lenne ein gut in gewin, wie folgt. Erstlich das haus mit seiner Zubehorung. It ein Land in der Schlaen bei der Steinkuelen under der Landtwehr zu 3 schepfeln. It. Ein Land in der Hanboeken bei dem Sprunge zu 3 schepf., It. Ein Land bouen der Stolten Wiese zu 9 schep., It. Ein Land auf dem Hunegraben zu 1. Malder. It. Ein Land auf dem Gelsterhagen zu 5 schepf., It. ein Land auf der Schmerlen zu 5 schepf., It. ein Land auf der Ennest bei dem Wittensteine zu einem Malder., It. ein Land hinter Deitmars Garten zu 5 schepf., It. ein Land auf dem Oele zu 3 schepf., It. ein Land auf in der Lütgen Schladen zu 3 Schepf., Noch eins daselbst zu 2 Schepf., It. ein Wiese hinter dem Hause wie derselbe mit Vohrsteienn und Paelen ausgezeichnet ist. It. die Stecken Wiese, It. die Helfte des Hoevekens gegen das Haus über. Ein Hage auf dem Berenberge unter dem Wege zwischen der Landwehr. It. Ein Hage bouen Harbeke bei dem Wege auf dem Hoele. It. Bei der Steinkuelen zwischen den Wegen ein Berkenhagen.
Welches also nach Ausweisung einer Verzeichnisse in anno 1522 Mittwochs nach Ostern ausgegangen und verzeichnet ist. Dis guet hat einer gt. Henricus Plebanus in Grafschafft & Lenna, der Capellen zu Lenna gegeben nach ausweisung eines Documenti anno 1221 datirt. Hiervon gibt der Colonus jaerl. Zu Pacht 3 Pfd. wachs.“

### Einwohnerentwicklung
| Jahr | Einwohner |
| ---- | --------- |
| 1819 | 91        |
| 1942 | 192       |
| 1990 | 199       |
| 2005 | 214       |
| 2012 | 212       |

## Religion

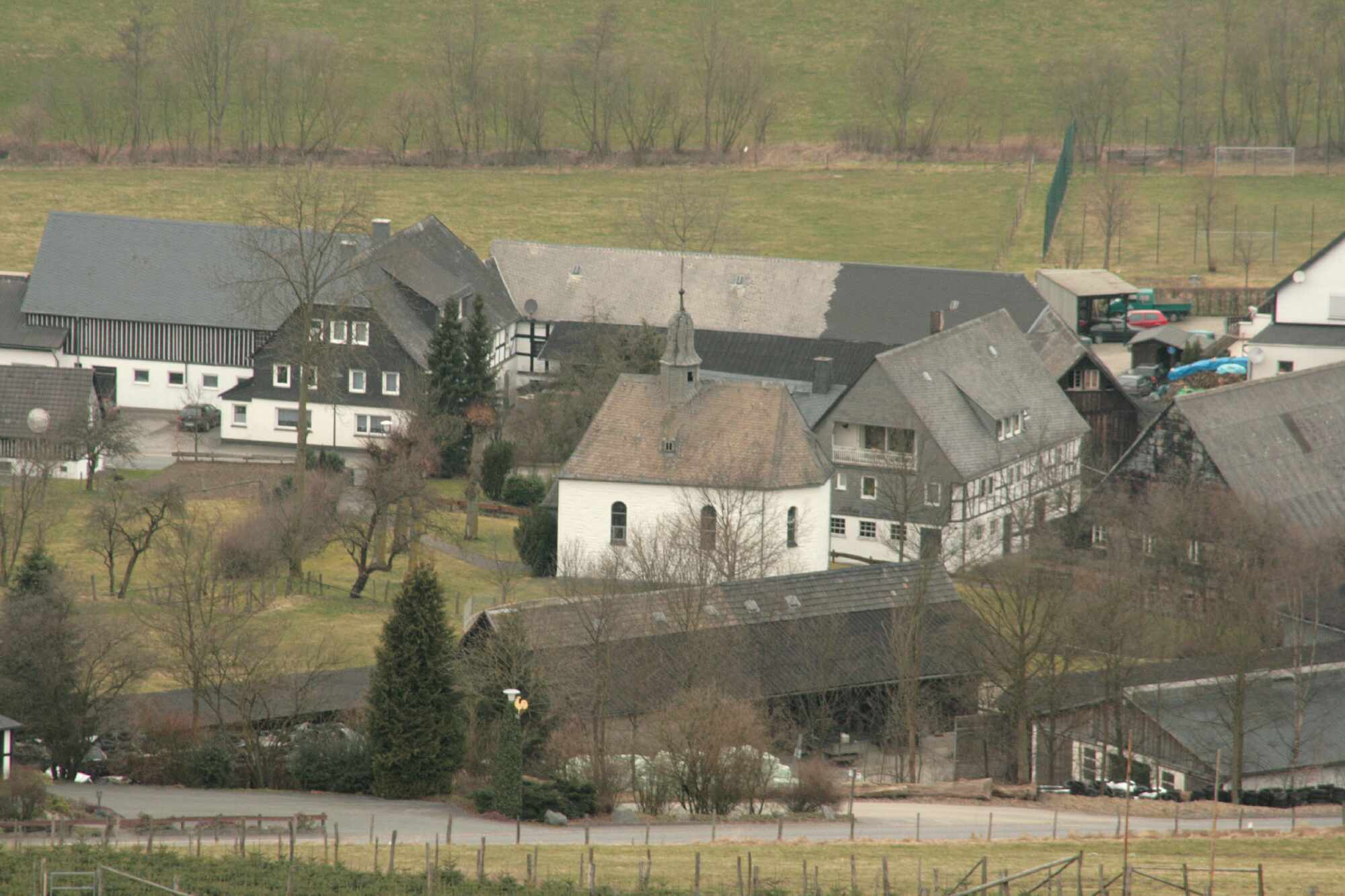
Nikolauskapelle in Werpe

Die Nikolauskapelle in Werpe wurde im 17. Jahrhundert (1610–1620) erbaut und gegen Ende des Dreißigjährigen Krieges im Renaissancestil erneut neu errichtet. In der Zeit von 1839 bis 1845 erfolgten Renovierungsarbeiten an der Kapelle. 1901 erhielt die Kapelle einen neuen Altar der von dem Kunstschreiner Schneider aus Eslohe angefertigt wurde. Vor 1930 wurde die renovierungsbedürftige Kapelle abgerissen und anschließend wieder neu aufgebaut. Die Weihe des Neubaus erfolgte am 20. November 1930.

## Literatur

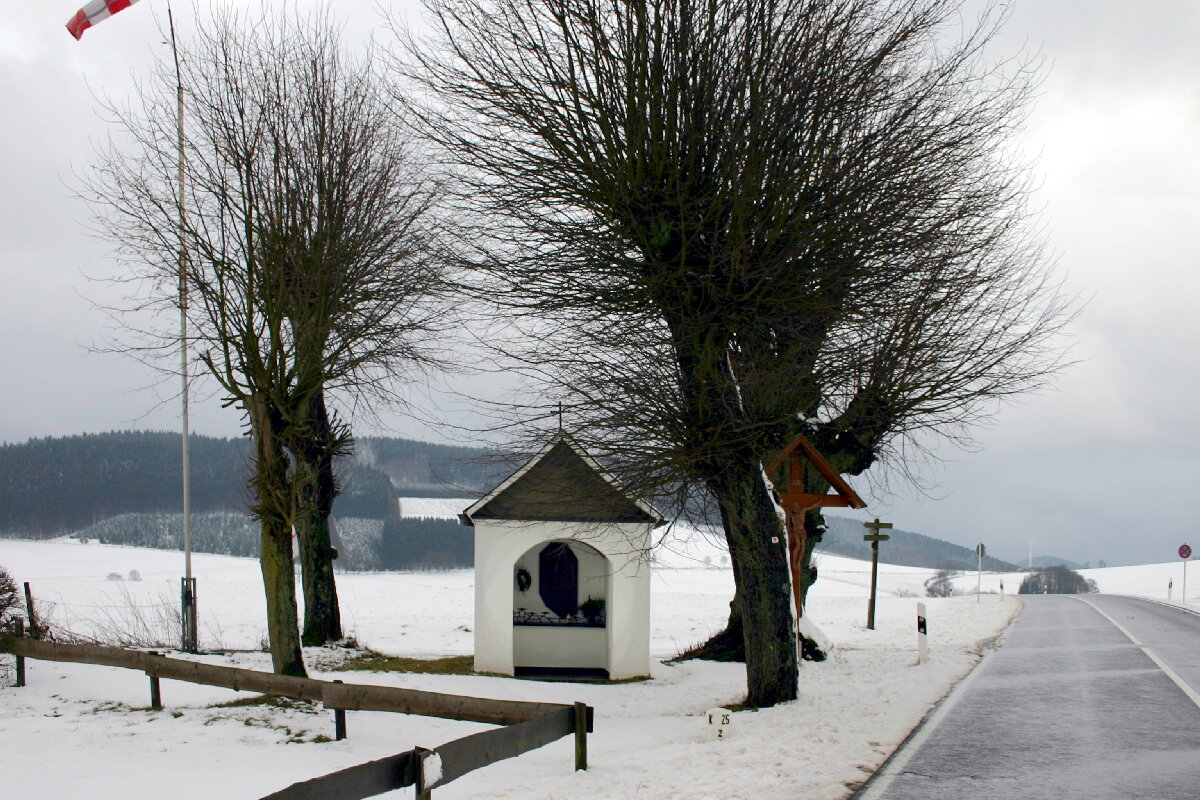
Bildstock „Weißer Stein“ am Flugplatz Schmallenberg-Rennefeld